# Бровко, Елена Кузьминична
Елена Кузьминична Бровко (укр. Олена Кузьмівна Бровко; 10 мая 1917 год, село Лысовка — 2000 год, село Лысовка, Новосанжарский район, Полтавская область, Украина) — колхозница, звеньевая колхоза «Большевик» Ново-Санжарского района Полтавской области. Герой Социалистического Труда (1948).

## Биография
Родилась 10 мая 1917 года в крестьянской семье в селе Лысовка (сегодня — Новосанжарский район Полтавской области). С 1930 года работала в колхозе «Большевик» Ново-Санжаровского района. Трудилась в полеводческом звене. После освобождения Полтавской области от немецкой оккупации продолжила трудиться в колхозе «Большевик». В 1946 году была назначена звеньевой полеводческого звена.
В 1949 году была удостоена звания Героя Социалистического Труда «за получение высоких урожаев ржи, пшеницы и сахарной свеклы при выполнении колхозом обязательных поставок и натуроплаты за работу МТС в 1947 году и обеспеченности семенами зерновых культур для весеннего сева 1948 года, получение урожая пшеницы 31,7 центнера с гектара на площади 8 гектаров».
Работала звеньевой до 1958 года. В 1972 году вышла на пенсию. Проживала в родном селе, где умерла в 2000 году. Похоронена на кладбище села Лысовка. Могила Елены Бровко является памятником истории и культуры Украины.

## Награды
- Герой Социалистического Труда — указом Президиума Верховного Совета СССР от 10 мая 1948 года
- Орден Ленина